# Santissima Annunziata (Messina)
La Santissima Annunziata (o semplicemente l'Annunziata; A Nnunziata in dialetto messinese) è un rione della V circoscrizione del comune di Messina, nella zona nord della città nella vallata di un torrente omonimo.
In origine il quartiere era un villaggio tardo-medievale nella parte alta del torrente, che diede i natali a Eustochia Calafato, canonizzata nel 1988.
Negli ultimi decenni si è molto popolato a motivo di una forte espansione urbanistica, e comprende le località Fondo Matteotti, Conca d'Oro e Citola. È anche molto frequentato a motivo del polo universitario.
| Controllo di autorità | VIAF (EN) 304919974 · LCCN (EN) n2015027533 |